# Ungskog
Ungskog är en skog med planterade träd, där plantorna växt sig högre än en meter. Det är vid denna tid som man börjar röja i det planterade området, för att ta bort oönskad växtlighet, så som buskar eller självsådda vildvuxna träd. Detta för att se till att den egna planterade ungskogen ska få den näring som marken kan erbjuda. Det är också vid röjningen som man väljer vilket framtida trädblandning som skogen kommer att ha, man vill inte heller ha träd med klena stammar, då de inte klarar en hård vinter utan böjer sig. När man röjer väljer man också vilka trädsorter som skall finnas på vissa platser. Ungskog med lövträd är önskat runt sjöar, myrmarker, vattendrag, fuktigare stråk, samt liknande platser. När man däremot planterar gran eller tall måste man tänka på att skotten drar till sig mycket älg, främst på vintern. Älgarna kan skada och förstöra en hel ungskog, därför planteras barrträden på ställen där älgarnas favoritväxter gärna håller till, och frodas.